# Arabesque (gruppo musicale)
Gli Arabesque sono stati un gruppo musicale tedesco, formatosi nel 1977 e scioltosi nel 1984.

## Carriera
Le componenti erano Sandra Cretu, Jasmin Vetter e Michaela Rose. Nel 1984 il gruppo si è sciolto e sempre lo stesso anno Jasmin e Michaela hanno dato origine ad un nuovo duo, denominato Rouge, mentre Sandra Cretu ha iniziato la sua carriera da solista, coadiuvata da colui che diverrà pochi anni dopo il suo futuro marito, Michael Cretu.
In tutto hanno pubblicato 9 album studio e una quindicina di singoli. Il genere musicale delle loro canzoni può essere definito come pop, europop, disco music, italo disco. Poco note in Europa, hanno avuto invece grande successo in Giappone, Sud Corea e URSS, analogo a quello degli ABBA in Europa e America.

## Album studio
- 1978 - Friday Night
- 1979 - City Cats
- 1980 - Marigot Bay
- 1980 - Make Love Whenever You Can
- 1981 - In For A Penny
- 1981 - Caballero
- 1982 - Why No Reply
- 1983 - Dance Dance Dance
- 1984 - Time To Say Good Bye
- 2018 - The Up Graded Collection (Original Michaela Rose)

## Singoli
- 1978 - Hello Mr Monkey
- 1978 - Friday Night
- 1979 - Fly High Little Butterfly
- 1979 - Rock Me After Midnight
- 1979 - Peppermint Jack
- 1980 - High Life
- 1980 - Parties In A Penthouse
- 1980 - Make Love Whenever You Can
- 1981 - Midnight Dancer
- 1981 - In For A Penny, In For A Pound
- 1981 - Billy's Barbeque
- 1981 - Hit The Jackpot
- 1981 - Caballero
- 1982 - Young Fingers Get Burnt
- 1982 - Why No Reply
- 1983 - Pack It Up
- 1983 - Dance Dance Dance
- 1983 - Loser Pays The Piper
- 1984 - Heart On Fire
- 1984 - Time To Say Good Bye
- 1998 - Hello Mr Monkey (Remix)
- 2008 - Margiot Bay 2008 (feat. Michaela Rose)
- 2014 - Dance Into The Moonlight (feat. Michaela Rose)
- 2017 - Zanzibar (Original Michaela Rose)